# Universität für Post und Telekommunikation Nanjing

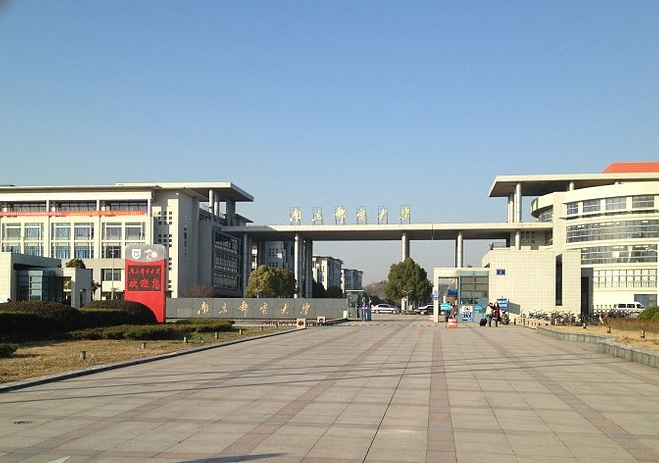
Nanjing Universität für Post und Telekommunikation

Die Universität für Post und Telekommunikation Nanjing (chinesisch 南京邮电大学 / 南京郵電大學, kurz 南邮, engl. NJUPT oder NUPT, vorher als Institut für Post und Telekommunikation Nanjing) ist eine Hochschule in der Provinz Jiangsu, Volksrepublik China, deren Schwerpunkt auf den Fachbereichen Elektronik und Informatik liegt.

## Geschichte
Gegründet wurde die Universität für Post und Kommunikation Nanjing zuerst als Ausbildungskurs der Feldpost in der 8. Marscharmee im Jahr 1942 in der Provinz Shandong. 1958 wurde der Ausbildungskurs in Nanjing in das Institut für Post und Telekommunikation Nanjing umgewandelt und 2005 erneut in eine Universität umbenannt. Ab 2000 ist die Universität durch zentrale Regierung und die Provinz Jiangsu zusammengeleitet, jedoch vorwiegend durch die Provinz Jiangsu.

## Baustruktur
Neben dem im Stadtzentrum gelegenen Sanpailou-Campus gibt es einen Xianlin-Campus, der sich circa 40 Minuten nordöstlich des Zentrums im Stadtteil Xianlin befindet. Der Jiangning-Campus befindet sich derzeit noch im Bau. Der Suojincun-Campus ist ab 2013 durch die Beteiligung eines anderen Instituts ein Teil der Universität.

## Fakultäten
Die Universität für Post und Telekommunikation Nanjing verfügt über folgende Fakultäten:
- Fakultät Informations- und Kommunikationstechnik
- Fakultät Elektronik, Optiktechnologie und Mikroelektronik
- Fakultät Computer, Software und Netzwerksicherheit (Big Data Institut)
- Fakultät Automatisierung
- Fakultät Werkstoffwissenschaft und Technik
- Fakultät Internet der Dinge
- Fakultät Naturwissenschaft
- Fakultät Geografie und Bioinformatik
- Fakultät Modernes Postwesen (Ausbildungszentrum für modernes Postwesen), Institut des modernen Postwesens
- Fakultät Medien- und Kunstwissenschaft
- Fakultät Management
- Fakultät Wirtschaftswissenschaft
- Fakultät Marxismus
- Fakultät Gesellschaft und Bevölkerung
- Fakultät Fremdsprache
- Fakultät Pädagogik und Technologien in der Bildung
- Alexander Bell Fakultät
- Fakultät für internationale Studierende und Auslandsstudium
- Abteilung Sportwissenschaft
- Fakultät Weiterbildung
- technisches Schulungszentrum